# Kitaibela balansae
Kitaibela balansae (ili Kitaibelia balansae), jedena od dviju vrsta kadivke, grm iz porodice sljezovki. Raširena je po južnoj Turskoj i susjednoj Siriji, Izraelu i Libanonu.
Trajnica je, hemikriptofit, nije sukulent. U Izraelu je poznata kao עוגית חרמונית.